# R-39

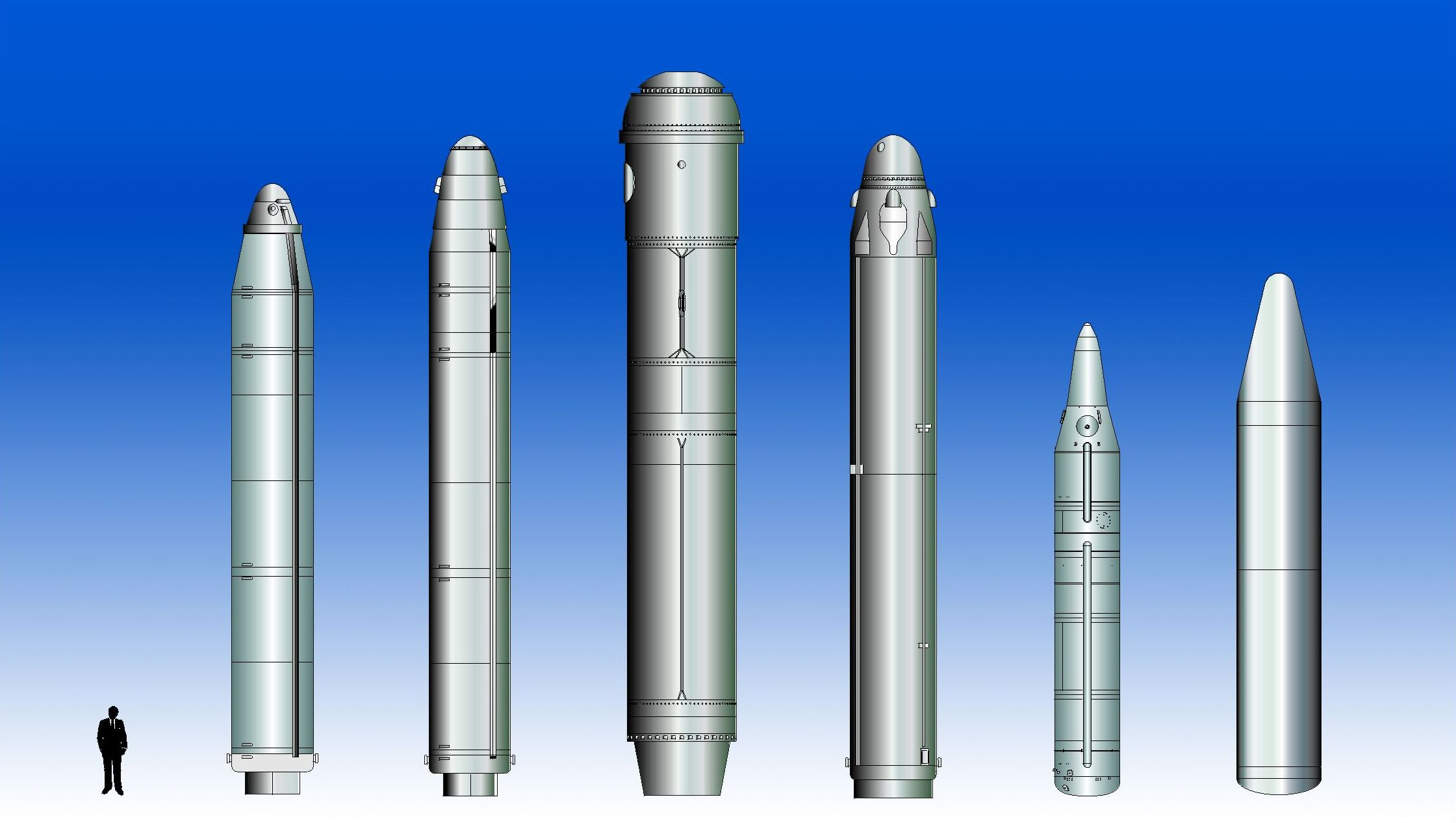
Ubåtsabaserade ballistiska kärnvapenrobotar: R-29, R-29R, R-39, R-29RМ, Jù Làng-1 och Jù Làng-2.

R-39 (NATO-rapporteringsnamn: SS-N-20 Sturgeon) var en sovjettillverkad kärnvapenbärande ballistisk robot som avfyrades från ubåtar. R-39 togs i bruk 1984. Akula-klassens ubåtar var utrustade med 20 robotar.
Roboten är av typen MIRV vilken innebär att den bär med sig multipla stridsspetsar som går mot olika mål oberoende av varandra. Roboten innehåller tio sådana stridsspetsar med en total sprängkraft av 1 megaton.
1989 togs en förbättrad variant av roboten i bruk.